# Gavin Campbell (1er marquis de Breadalbane)
Gavin Campbell, 1er marquis de Breadalbane (9 avril 1851-19 octobre 1922), appelé Lord Glenorchy entre 1862 et 1871 et connu sous le nom de comte de Breadalbane et de Holland entre 1871 et 1885, est un noble écossais et un homme politique libéral. 

## Jeunesse et éducation
Campbell est né à Fermoy, dans le Comté de Cork, le fils aîné de John Campbell, 6e comte de Breadalbane et de Holland, et de Mary Theresa, fille de John Edwards, de Dublin. Il fait ses études à l'Université de St Andrews. Après que son père soit devenu comte de Breadalbane et de Holland en 1862, il est connu sous le titre de courtoisie Lord Glenorchy, jusqu'à ce qu'il succède à son père dans le comté en 1871. 

## Carrière militaire et politique
Il sert comme lieutenant dans le 4e bataillon, Argyll and Sutherland Highlanders de 1873 à 1874. Il est plus tard dans le Shropshire Yeomanry, comme sous-lieutenant en 1877, promu lieutenant en 1882, prenant sa retraite en tant que capitaine en 1887. De 1897 à 1910, il est lieutenant-colonel commandant le Highland Cyclist Battalion, dont il devient colonel honoraire en 1913, et aide de camp du roi Édouard VII en 1903. 
Son comté étant une pairie écossaise, il ne lui donne pas droit à un siège automatique à la Chambre des lords. Cependant, en 1873, il est créé baron Breadalbane, de Kenmure dans le comté de Perth dans la pairie du Royaume-Uni, ce qui lui donne un siège à la Chambre des lords. La même année, il est nommé Lord-in-waiting dans l'administration libérale de William Ewart Gladstone. Les libéraux quittent le pouvoir en 1874 mais reviennent en 1880, et Breadalbane est alors admis au Conseil privé et nommé trésorier de la maison par Gladstone, poste qu'il occupe jusqu'en 1885. La dernière année, il est créé comte d'Ormelie, dans le comté de Caithness, et marquis de Breadalbane, dans la pairie du Royaume-Uni. 
Lord Breadalbane n'entre pas dans le gouvernement de Gladstone en 1886, mais occupe de nouveau le poste de lord-intendant de 1892 à 1895, d'abord sous Gladstone et à partir de 1894 sous la présidence de Lord Rosebery. En 1894, il est nommé chevalier de la Jarretière. Il est également Lord High Commissioner de l'Assemblée générale de l'Église d'Écosse en 1893, 1894 et 1895 et lord-lieutenant du Argyllshire de 1914 à 1922 et est le dernier titulaire de la charge de gardien du sceau privé d'Écosse, qui il occupe de 1907 jusqu'à sa mort en 1922 à Glasgow. 
Il est chevalier de l'ordre des Séraphins de Suède et chevalier de Justice de l'ordre de Saint-Jean de Jérusalem (KStJ) à ce titre, il représente le roi Édouard VII lors de l'inauguration en juin 1902 de la chapelle restaurée au château de Marienbourg, à l'origine le siège de l'ordre Teutonique. Il reçoit la médaille d'argent de la Royal Humane Society et est également brigadier-général de la Royal Company of Archers.

## Vie privée
Lord Breadalbane épouse Alma Imogen Carlotta Leonore Graham, la plus jeune fille de James Graham (4e duc de Montrose), en 1872. Ils n'ont pas d'enfants. Il est décédé à l'hôtel Central Station à Glasgow en octobre 1922, à l'âge de 71 ans, et est enterré à Finlarig. 
La baronnie de Breadalbane, le comté d'Ormelie et le marquisat de Breadalbane s'éteignent à sa mort, alors qu'il est remplacé dans ses titres écossais par son neveu Iain. Lady Breadalbane est décédée en mai 1932, à l'âge de 77 ans. 